# Deena Kastor
Deena Michelle Kastor, néé Drossin (Waltham, 14 de fevereiro de 1973) é uma fundista norte-americana. Oito vezes campeã nacional de cross-country, conquistou a medalha de bronze na maratona de Atenas 2004  e é a recordista norte-americana desta prova, com a marca de 2:19:36 conseguida com sua vitória na Maratona de Londres de 2006.